# Dorothy Gilman
Dorothy Edith Gilman, född 25 juni 1923 i New Brunswick, New Jersey, död 2 februari 2012 i Rye Brook, Westchester County, New York, var en amerikansk deckarförfattare. Gilman skrev också ett antal barn- och ungdomsböcker under namnet Dorothy Gilman Butters.

## Biografi
Dorothy Gilman föddes i New Brunswick, New Jersey som dotter till prästen James Bruce och Essa (Starkweather) Gilman. Hon studerade vid Pennsylvania Academy of Fine Arts och senare vid Pennsylvanias universitet. Hon är mest känd för sin serie kriminalromaner om mormodern Mrs. Pollifax som i 60-årsåldern helt osannolikt börjar arbeta som spion och får resa till olika exotiska platser. Hon gifte sig den 15 september 1945 med läraren Edgar A. Butters, Jr.; äktenskapet upplöstes 1965.  Paret fick två söner.

## Böcker

### Barn- och ungdomsböcker
- Karavan (Enchanted Caravan 1949, Caravan 1992)
- Carnival Gypsy 1950
- Ragamuffin Alley 1951
- The Calico Year 1953
- Four-Party Line 1954
- Papa Dolphin's Table 1955
- Girl in Buckskin 1956
- Heartbreak Street 1958
- Witch's Silver 1959
- Masquerade 1961 (utgiven 1962 som Heart's Design)
- Ten Leagues to Boston Town 1962
- The Bells of Freedom 1963
- (Som Dorothy Gilman även) The Maze in the Heart of the Castle 1983

### Böcker för vuxna
- Den otroliga Mrs Pollifax (The Unexpected Mrs. Pollifax 1966, Mrs. Pollifax, Spy 1971)
- Uncertain Voyage 1967
- Mrs Pollifax i farten (The Amazing Mrs. Pollifax 1970)
- Den gäckande Mrs Pollifax (The Elusive Mrs. Pollifax 1971)
- Den fantastiska Mrs Pollifax (A Palm for Mrs. Pollifax 1973)
- A Nun in the Closet 1975 (utgiven 1976 som A Nun in the Cupboard)
- The Clairvoyant Countess 1975
- Mrs. Pollifax on Safari 1977
- The Tightrope Walker 1979
- Mrs Pollifax tur och retur Kina (Mrs. Pollifax on the China Station 1983)
- Mrs. Pollifax och buddhan i Hong Kong (Mrs. Pollifax and the Hong Kong Buddha 1985)
- Mrs Pollifax och Den gyllene triangeln (Mrs. Pollifax and the Golden Triangle 1988)
- Dockorna i Badamyâ (Incident at Badamya 1989)
- Mrs. Pollifax och den dansande dervischen (Mrs. Pollifax and the Whirling Dervish 1990)
- Karavan (Caravan 1992)
- Mrs. Pollifax och den andra tjuven (Mrs. Pollifax and the Second Thief 1993)
- Mrs. Pollifax Pursued 1995
- Mrs. Pollifax and the Lion Killer 1996
- Mrs. Pollifax, Innocent Tourist 1997
- Thale's Folly 1999
- Mrs. Pollifax Unveiled 2000
- Kaleidoscope: A Countess Karitska Novel 2002

### Övriga verk
- On Creative Writing 1964 (kort bidrag)
- A New Kind of Country 1978 (facklitteratur)
- Diverse bidrag till Good Housekeeping, Jack and Jill, Redbook, Ladies' Home Journal, Cosmopolitan, Writer, och andra tidskrifter; noveller under namnet Dorothy Gilman Butters till Redbook.

### Film
The Unexpected Mrs. Pollifax filmades 1970 av United Artists som "Mrs. Pollifax--Spy," med Rosalind Russell i huvudrollen.